# Jean Augustin Sénemaud
Jean Augustin Edmond Sénemaud, né le 19 avril 1820 à Montmoreau et mort le 19 avril 1887 à Mézières (Ardennes), est un archiviste et historien français.

## Biographie
Entré dans l’enseignement en 1839, Sénemaud occupa la chaire d’histoire dans les collèges de Carcassonne (1843), d’Ajaccio (1851) et de Langres (1853). Opposé au bonapartiste, il est mis en disponibilité en 1853, puis est nommé professeur adjoint au lycée d'Angoulême, en 1860. Il quitte l'enseignement, est nommé archiviste adjoint de la Charente le 22 novembre 1860, et concourt pour le poste vacant d'archiviste à Mézières. Il est retenu pour ce poste dans les Ardennes le 16 septembre 1862, et le conserve jusqu'à sa mort. À sa mort, il est enterré au cimetière paroissial de cette ville, le 22 avril.
Il a sauvé de l’oubli de nombreux documents sur la Champagne en général et sur les Ardennes en particulier. Il a créé la Revue Historique des Ardennes en 1864.